# Rachel Corrie
Rachel Aliene Corrie (ngày 10 tháng 4 năm 1979 – 16 tháng 3 năm 2003) là một nhà hoạt động chính trị Hoa Kỳ, được biết đến với hoạt động ủng hộ người Palestine. Là một thành viên của Phong trào Đoàn kết quốc tế (ISM), cô đã bị giết chết trong khi nhảy vào đường của một chiếc máy ủi bọc thép Caterpillar D9 tại Rafah sau khi đã bị các binh sĩ Các lực lượng Phòng vệ Israel (IDF) nhiều lần ra lệnh rời đi khỏi khu vực, vì bà tin rằng đây là sự phá hủy một ngôi nhà của người Palestine ở dải Gaza Bản chất chính xác cái chết của cô và hành động của người lái chiếc xe ủi đất vẫn là điều gây tranh cãi. Gia đình cô ch rằng cô bị giết một cách phi pháp và đã nộp một đơn kiện dân sự ở thành phố Haifa ở miền bắc Israel sau khi một cuộc điều tra của quân đội kết luận là quân đội không làm điều gì sai. Ngày 28 tháng 8 năm 2012, một Tòa án Israel phán quyết rằng chết của Corrie là một tai nạn và bác đơn kiện của gia đình cô với cáo buộc Các lực lượng Phòng vệ Israel đã gây ra cái chết của cô.
Thẩm phán Oded Gershon đưa ra phán quyết cho rằng cái chết của cô Corrie là "một tai nạn đáng tiếc" nhưng Các lực lượng Phòng vệ Israel không chịu trách nhiệm vì vụ này xảy ra trong một tình huống "tình hình thời chiến".